# انصاری
انصاری یک نام خانوادگی است. افراد شاخص با این نام، از این قرارند:

## فرهنگ و دانش (و نویسندگی و روشنفکری...)
- زین‌الدین علی بن حسین انصاری (زین‌الدین عطار)، پزشک و داروشناس معروف سدۀ هشتم هجری
- مسعود انصاری (نویسنده)، نویسنده، مترجم، روشنگر، پژوهشگر و حقوق‌دان...
- علی مسعود انصاری، استاد تاریخ و پایه‌گذار مؤسسه ایران‌شناسی در اسکاتلند
- انوشه انصاری، کاوشگر و رئیس انجمن گردانندگان شرکت فناوری
- نوش‌آفرین انصاری، نویسنده و پژوهشگر علوم کتابداری
- نینا انصاری (دختر هوشنگ انصاری)، نویسنده و پژوهشگر
- خضر همایون انصاری، از اعضای آکادمی‌های بریتانیا

## ادبیات و هنر
- مسلم بن ولید انصاری (صریع الغوانی)، شاعر دورۀ عباسیان
- سیامک انصاری، بازیگر ایرانی
- بابک انصاری، بازیگر ایرانی
- فیض‌الله انصاری، نمایشنامه‌نویس و شاعر تاجیکستانی
- رضیه انصاری، رمان‌نویس
- سعید انصاری (آهنگساز)، موسیقی‌دان
- حمید انصاری، کارگردان
- ابراهیم بن علی بن تمیم انصاری (ابواسحاق حُصْری)، شاعر تونسی
- عزیز انصاری، کمدین و بازیگر در آمریکا
- مزدا انصاری، موسیقی‌دان و آهنگساز
- منوچهر انصاری، موسیقی‌دان ایرانی
- سعید شمس انصاری، خوشنویسی ایرانی
- عبدالرضا انصاری، سیاست‌مدار ایرانی

## دین و عرفان
- جابر بن عبدالله انصاری، صحابۀ محمد بن عبدالله
- براء بن مالک انصاری، صحابۀ محمد بن عبدالله
- ابوقتاده انصاری، صحابۀ محمد بن عبدالله
- ابولبابه انصاری، صحابۀ محمد بن عبدالله
- عبدالله بن ام‌مکتوم انصاری، صحابۀ محمد بن عبدالله
- ابوایوب انصاری، صحابۀ محمد بن عبدالله
- زیاد بن لبید انصاری، از انصار و نیز، کارگزار سرزمین حضرموت
- خواجه عبدالله انصاری، فقیه و ادیب و عارف و نیز، از تبار ابوایوب انصاری
- وجیهه انصاری، محدث مصری
- ابوالقاسم انصاری کازرونی، فقه‌آموخته و شاعر
- ابوزید انصاری، ادیب و محدث عراقی
- ابن هشام انصاری، فقیه و ادیب مصری
- ابن خطیب داریا، فقیه، ادیب و شاعر سوری
- مرتضی انصاری شوشتری، مرجع تقلید شیعه
- محمدجواد انصاری همدانی، فقیه و عارف
- یحیی انصاری شیرازی، فقیه و استاد فلسفه و اخلاق
- محمود انصاری قمی، فقه‌آموخته
- حسن انصاری قمی، پژوهشگر کلام اسلامی
- حسین انصاری‌راد، فقه‌آموخته اصلاح‌طلب ایرانی
- مجید انصاری، فقه‌آموخته و سیاستمدار ایرانی
- مهدی سراج انصاری، مؤسس جمعیت اتحادیه مسلمین
- زکریا انصاری (نصیر الاسلام) فقیه و از رهبران انقلاب مشروطه ایران
- شرف‌الدین انصاری، وزیر، محدث، شاعر و نویسنده سوری

## سیاست و جامعه
- میرزا مسعود خان انصاری، وزیر امور خارجهٔ ایران در زمان محمد شاه و ناصرالدین شاه قاجار
- سعید مؤتمن‌الملک انصاری، وزیر امور خارجهٔ ایران در دورۀ ناصرالدین شاه قاجار
- علیقلی مسعود انصاری (مشاورالممالک)، از دیپلمات‌های ایران در اواخر دوران قاجار و اوایل دوران پهلوی
- هوشنگ انصاری، دولت‌مرد دوره پهلوی و سرمایه‌دار ایرانی
- محمد حمید انصاری، معاون رئیس جمهور کشور هند
- غلامرضا انصاری (زاده ۱۳۳۴)، سفیر پیشین ایران در بریتانیا، روسیه و هند
- غلامرضا انصاری (زاده ۱۳۳۵)، سفیر پیشین ایران در ترکمنستان
- جمشید انصاری، نمایندۀ استان زنجان در دورۀ هشتم مجلس شورای اسلامی ایران
- علی انصاری، استاندار پیشین گیلان در رژیم جمهوری اسلامی
- محمدابراهیم انصاری لاری، استاندار پیشین استان‌های بوشهر و فارس در جمهوری اسلامی ایران
- رضا انصاری، عضو شورای مرکزی حزب اعتماد ملی
- صادق‌حسین جابری انصاری، معاون پیشین بخش عربی و آفریقایی وزارت امور خارجه جمهوری اسلامی ایران
- ابراهیم انصاری، رایزن پیشین فرهنگی جمهوری اسلامی ایران
- محنا انصاری، فعال حقوق بشر در نپال
- ارسلان فلاح حجت انصاری، نمایندهٔ پیشین لاهیجان در مجلس شورای اسلامی ایران
- محمد اسمعیل انصاری، سیاست‌مدار معاصر
- جمشید انصاری، معاون رئیس جمهور جمهوری اسلامی ایران
- محسن انصاری،  جانشین پیشین فرمانده ناجا و معاون مدیر کل بنیاد شهید
- احمد انصاری گراشی، سرمایه‌گذار
- محمدسعید انصاری، نمایندهٔ پیشین مجلس شورای اسلامی ایران

## ورزش
- ساسان انصاری، بازیکن فوتبال
- محمد انصاری، بازیکن فوتبال
- کریم انصاری‌فرد، بازیکن فوتبال
- محمدحسن انصاری‌فرد، بازیکن فوتبال
- عباس انصاری‌فرد، مدیر عامل پیشین باشگاه فرهنگی-ورزشی پرسپولیس تهران